# Julian Chabros
Julian Chabros, ps. Sęk (ur. 8 lipca 1912 w Klementowicach, zm. 22 listopada 1943 w Lublinie)) – żołnierz Batalionów Chłopskich, szef łączności i kolportażu Okręgu Lublin tej organizacji. 

## Życiorys
Julian Chabros urodził się w rodzinie chłopskiej, jako syn Kazimierza i Stefanii z Sobczaków. Przed wybuchem II wojny światowej kształcił się w szkole rolniczej w Dęblinie i w szkole spółdzielczej w Nałęczowie. Mieszkał w Buchałowicach, gdzie był prezesem koła Centralnego Związku Młodzieży Wiejskiej „Siew”. 
Po wybuchu wojny działał w konspiracji, do której włączył się w 1941. Był szefem łączności i kolportażu prasy podziemnej w Okręgu Lublin BCh. Brał udział w wielu akcjach zbrojnych m.in. w ataku na pociąg urlopowy pod Gołębiem i wysadzeniu pociągu amunicyjnego pod Gołębiem. W dniu 9 listopada 1943 został aresztowany na stacji kolejowej w Motyczu podczas odbioru prasy podziemnej. Wkrótce po tym został zamordowany w więzieniu w lubelskim zamku; według Stefana Rodaka nastąpiło to 19 listopada 1943 roku, a według aktu zgonu - 22 listopada 1943 roku; tę ostatnią datę przytacza też Zygmunt Mańkowski. Pochowany pierwotnie na cmentarzu przy  ulicy Unickiej w Lublinie, a w 1964 przeniesiony na cmentarz w Markuszowie.

## Ordery i odznaczenia
- Order Krzyż Grunwaldu III klasy (13 września 1946)[7]
- Krzyż Walecznych
- Złoty Krzyż Zasługi z Mieczami
- Krzyż Partyzancki
- Krzyż Batalionów Chłopskich